# Marialust

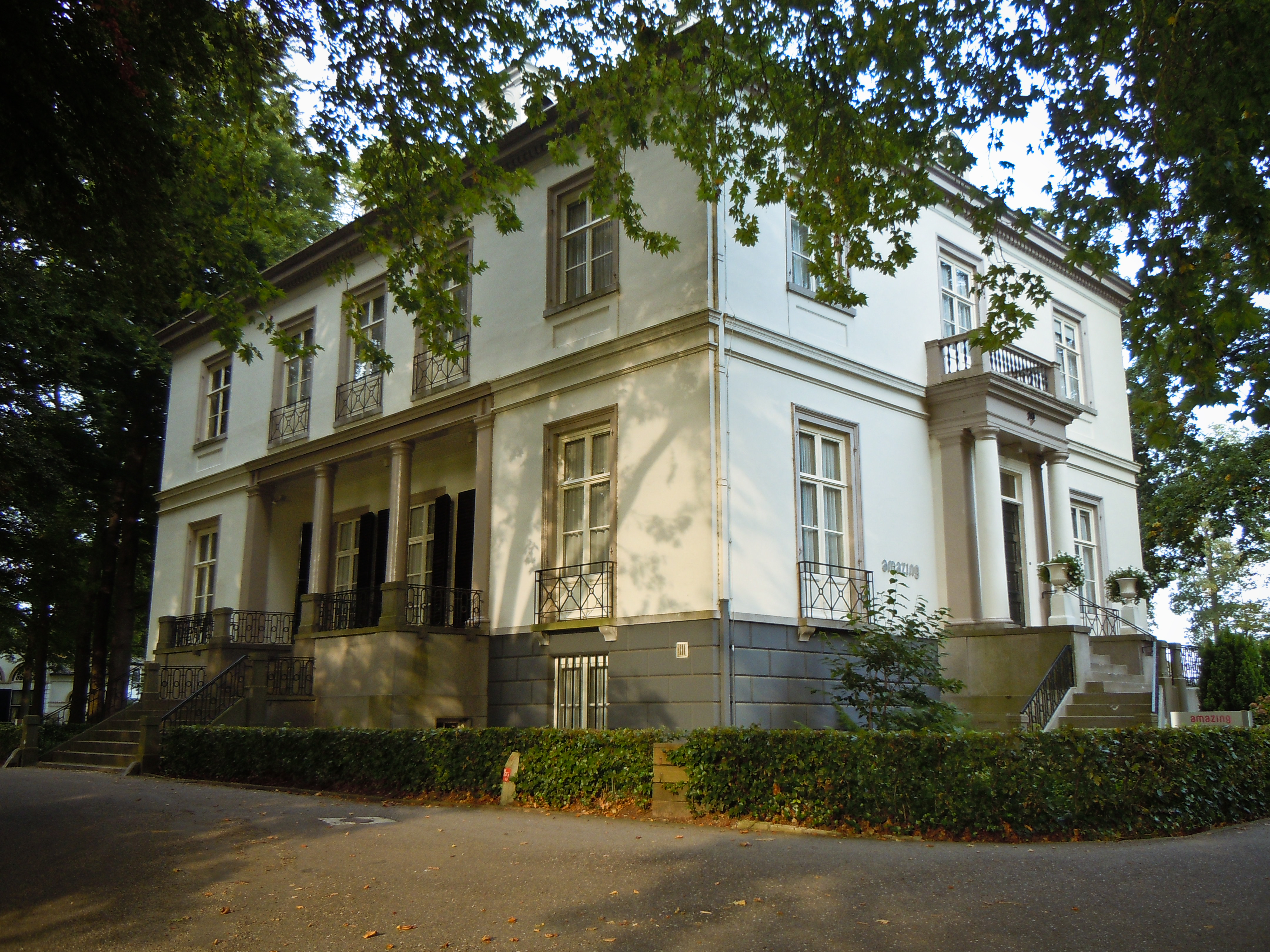
Villa Marialust

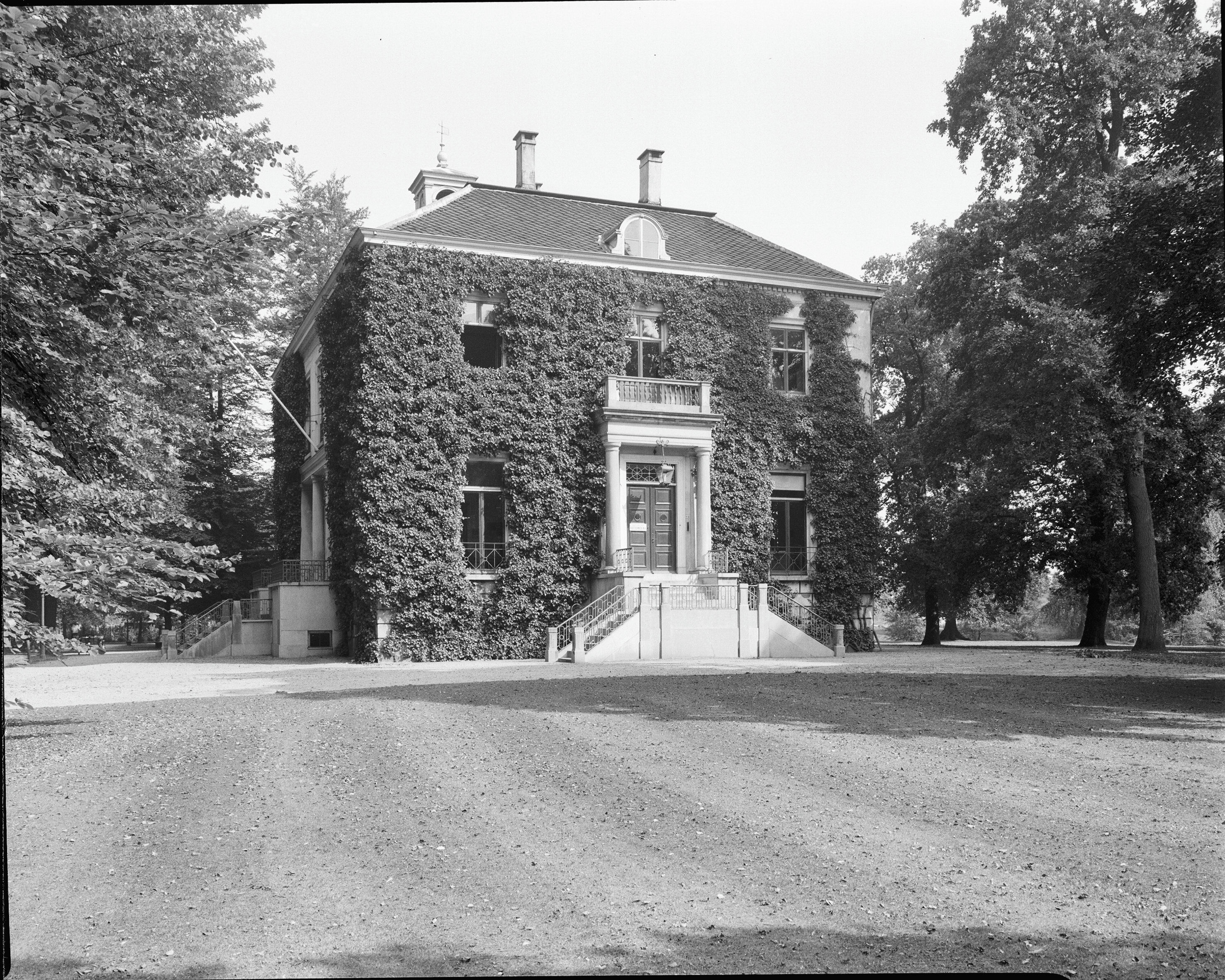
Marialust in 1961

Marialust is een villa in de Apeldoornse wijk De Parken. De villa is een Rijksmonument. Vlak bij de villa ligt een koetshuis.

## Geschiedenis
Aan het begin van de negentiende eeuw had Johannes Hermanus Gunning de leiding van het molenbedrijf De Vlijt in handen. De Vlijt
was gelegen aan de Grift achter de huidige villa. Op 16 maart 1812 kocht hij op een veiling het domeinbezit. Vanaf die tijd beschouwde Gunning zich als eigenaar. Hij was tevens burgemeester van Apeldoorn. Op 23 november 1813
werd hij bij Het Loo door Franse soldaten gevangengenomen en naar Parijs overgebracht. Pas op 29 mei 1814 keerde hij terug naar Apeldoorn. Tien jaar later verkocht Gunning De Vlijt. Zijn bezittingen omvatten onder andere een complete papierfabriek, twaalf knechtswoningen en twee herenhuizen. De nieuwe eigenaar was Jan Hendrik Ameshoff die in 1825 de villa Marialust liet bouwen. In 1844 werd er een koetshuis bij gebouwd.
Na jarenlang in particulier bezit te zijn geweest, kocht de gemeente Apeldoorn in 1930 de villa met koetshuis en bijbehorende
gronden. Dit geschiedde met het oog op ruimtegebrek in het gemeentehuis aan het Raadhuisplein. Tot 1936 bleef de villa echter
leegstaan, waarna het pand werd verhuurd. In 1939 werd de luchtbescherming erin ondergebracht. Na in de oorlog door de
bezetters te zijn opgeëist, werd het pand van 1947 tot 1969 verhuurd aan een chemisch bedrijf. Vanaf 1969 stond de villa 8 jaar
leeg. Na een grondige restauratie werd Marialust in 1977 in gebruik genomen door historisch museum Moerman.
Per 1 mei 1993 zijn de villa en het koetshuis verkocht en in bezit van de familie Brouwers. Sinds september van dat jaar is Stichting Parksociëteit Marialust in het pand gevestigd. De sociëteit gebruikt het soutterain en de parterre, de rest is verhuurd aan een bedrijf.

## Trouwlocatie
Zowel de villa als het koetshuis zijn in gebruik als trouwlocatie.

## Sportpark
Het sportveld dat zich achter het Koetshuis bevindt heet Sportpark Marialust. Het veld is eigendom van rugbyvereniging RAMS.